# The Diamond Smugglers
The Diamond Smugglers è un cortometraggio muto del 1911 diretto da Allan Dwan.

## Produzione
Il film - con il titolo di lavorazione The Smuggler and the Girl - fu prodotto dalla Flying A (American Film Manufacturing Company).

## Distribuzione
Distribuito dalla Motion Picture Distributors and Sales Company, il film - un cortometraggio in una bobina - uscì nelle sale cinematografiche USA il 31 agosto 1911.